# Aeroportul Laurie River
Aeroportul Laurie River (IATA: LRQ) este un aeroport din Manitoba, Canada.
Situat la o altitudine de 366 m, aeroportul dispune de o singură pistă. Este operat de Manitoba Hydro⁠(d).